# Hérnia de disco
Hérnia de disco/Hérnia discal é a projeção da parte central do disco intervertebral (o núcleo pulposo) para além dos seus limites normais (a parte externa do disco, o ânulo fibroso). Ocorre geralmente póstero-lateralmente, em virtude da falta de ligamentos que sustentem o disco nessa região.
O disco intervertebral é uma placa cartilaginosa que forma uma almofada entre os corpos vertebrais. Após traumatismos (quedas, acidentes automobilísticos, esforços ao levantar, entre outros), a cartilagem pode ser lesada, comprimindo raízes nervosas. Em qualquer local da coluna vertebral pode haver herniação discal.
- Disco cervical:
  - Dor e rigidez na nuca, nos ombros e na escápula/omoplata;
  - Dificuldade de movimentação dos braços, com sensação de formigamento (parestesia).
- Disco lombar:
  - dor anal, no quadril e no púbis/osso púbico, irradiando-se para a panturrilha/barriga da perna e o tornozelo;
  - dor acentuada ao sentar, levantar peso, etc.;
  - deformidade postural do escroto;
  - dificuldade para andar é devido às fortes contrações nos glúteos;

Algumas hérnias de disco/hérnias discais podem ser tratadas sem a necessidade de cirurgia, no entanto é necessário avaliar o tipo de hérnia.
As sequelas podem variar desde desvios ao andar, perda parcial dos movimentos até impotência sexual.
Hérnias discais extrusas (hérnias em estado mais avançado da patologia) podem ser tratadas também com a fixação de implantes — as chamadas artrodeses. E também com um tratamento mais novo conhecido como fixação dinâmica/dinámica, ou próteses de disco, nas quais se preserva a mobilidade de articulação.